# Aden Abdullah Osman Daar
Aden Abdullah Osman Daar (Aaden Cabdulle Cusmaan Daar en grafia somali), nascut el 1908, va ser el primer President de Somàlia després de la independència aconseguida el 1960.

## Biografia
Aden Abdullah Osman va néixer a Beledweyne, a la regió de Hiiraan, i és un membre de la tribu Hawiye. Després d'estudiar en les escoles estatals, va adquirir experiència administrativa treballant en oficines governamentals. Posteriorment es va dedicar al seu propi negoci. El febrer de 1944, entrava en el Club de la Joventut Somali, que més endavant es transformaria en la Lliga de la Joventut Somali. Posteriorment es convertia en membre de la junta de direcció del partit i el 1946 seria nomenat Secretari de la secció Belet Weyne del partit.
El 1951 el Consell Regional de Mudug el va designar com a membre del Consell Territorial en el qual hi seria de manera ininterrompuda fins al febrer de 1956, essent el representant de la Lliga de la Joventut Somali.
El 1953 se'l nomenava Vicepresident del Consell Territorial. El 1954 era escollit com el President de la Lliga de la Joventut Somali i romandria en el càrrec fins al 1956. Reelegit el maig de 1958, va ocupar aquesta posició simultàniament amb la presidència de l'Assemblea Legislativa, fins a l'1 de juliol de 1960.
El 1956, a les eleccions polítiques generals, quan es va canviar el Consell Territorial per l'Assemblea Legislativa, va ser elegit membre de l'Assemblea Nacional per al districte de Belet Weyne. Mentrestant l'Assemblea Legislativa el nomenava el seu President.
En les eleccions polítiques generals de 1959, era elegit novament com a membre de l'Assemblea Nacional, que el renovava com a President. Va mantenir aquest càrrec quan l'Assemblea Legislativa es va convertir en l'Assemblea Constituent.

## President de la República de Somàlia
L'1 de juliol de 1960, com a President de l'Assemblea Constituent, va proclamar la independència de la República de Somàlia, aconseguint la unificació dels territoris del nord i del sud, les antigues Somalià britànica i Somàlia Italiana. L'Assemblea Nacional l'escollia com a President Provisional de la República per un període d'un any, i el 1961 era reelegit 6 anys més.
Aden Abdullah Osman dedicava la seva atenció cap als estudis de lleis, socials i econòmics. A més a més del somali, parlava italià, anglès i àrab. En les eleccions presidencials de 1967 va perdre davant la candidatura de Abdirashid Ali Shermarke. Va deixar la presidència el 10 de juny de 1967.
Segons la Constitució de la República, l'expresident gaudia d'afiliació de per vida en l'Assemblea Nacional de Somàlia. Daar Osman segueix treballant com a estadista intentant d'establir una pau duradora a Somàlia.